# Phobocampe tempestiva
Phobocampe tempestiva är en stekelart som först beskrevs av Holmgren 1860.  Phobocampe tempestiva ingår i släktet Phobocampe och familjen brokparasitsteklar. Arten är reproducerande i Sverige. Inga underarter finns listade i Catalogue of Life.